# IC Markets
IC Markets je avstralsko borzno posredniško podjetje. IC Markets je specializirano za švicarske franke na forexu, indeksih, blagu, vrednostnih papirjih in trgih delnic v Aziji, Latinski Ameriki, na Bližnjem vzhodu, v Avstraliji in Evropi. Sedež podjetja je v Sydneyju v Avstraliji.

## Zgodovina
IC Markets je leta 2007 ustanovil Andrew Budzinski. Leta 2009 je avstralska komisija za vrednostne papirje in naložbe borzo licencirala pod licenčno številko 335692. IC Markets je leta 2015 napovedalo, da bo pokrilo negativno bilanco po močnem zlomu švicarskega franka 15. januarja 2015. Leta 2017 je IC Markets v svojo paleto valut uvedlo 4 kriptovalute. Oktobra 2018 je podjetje objavilo, da je prejelo ciprsko licenco. Decembra 2019 je bil za generalnega direktorja imenovan Nick Tweedall.

## Operacije
IC Markets urejajo EU CySEC, Urad za finančno ravnanje na Sejšelih in avstralska komisija za vrednostne papirje in naložbe v Avstraliji. IC Markets ponuja MetaTrader 4 in 5, Ctrader ter podpira spletne, namizne in mobilne instrumente. IC Markets ponuja CFD-je za Bitcoin, Bitcoin Cash, Ethereum, Dash, Litecoin, Ripple, EOS, Emercoin, Namecoin in PeerCoin. Delniški indeksi, ki jih pokrivajo trgi IC Markets, vključujejo naslednje: S&P 500, Dow Jones Industrial Stacks, FTSE Index in avstralski S&P 200. IC Markets ponuja CFD-je za naslednje blago: plemenite kovine, kmetijske dobrine in energetske vire, vključno s surovo nafto WTI, brentom in zemeljskim plinom.